# Paiporta
Paiporta ist eine Stadtgemeinde in der spanischen Provinz Valencia südlich der Regionalhauptstadt Valencia. 

## Geografie
Das Gelände ist praktisch flach und das einzige bedeutende geografische Hindernis ist der Fluss barranco de Chiva, der die Bevölkerung und die Gemeinde in zwei Teile teilt. Das Gemeindegebiet von Paiporta grenzt an das der folgenden Gemeinden: Alfafar, Benetússer, Catarroja, Massanassa, Picanya und Valencia, die alle in der Provinz Valencia liegen. Die Gemeinde wird von der Metro Valencia bedient.

## Geschichte
Der ursprüngliche Name von Paiporta war Sant Jordi, was darauf hindeutet, dass es zur Zeit der Eroberung Valencias durch Jakob I. von Aragón in der ersten Hälfte des 13. Jahrhunderts gegründet wurde. Seit 1960 ist die Bevölkerung aufgrund der massiven Verstädterung des Gebiets und der  Migration aus Osteuropa, Nordafrika und Südamerika stark gestiegen.
Die Flutkatastrophe in Spanien Ende Oktober 2024 traf Paiporta besonders, allein hier gab es über 60 Tote. König Felipe VI., Königin Letizia, Regierungschef Pedro Sánchez und der Präsident der Autonomen Region Valencia Carlos Mazón besuchten am 3. November 2024 gemeinsam die Stadt.

## Demografie
| 1900  | 1910  | 1920  | 1930  | 1940  | 1950  | 1960  | 1970   | 1981   | 1991   | 2000   | 2005   | 2007   | 2009   | 2010   | 2011   | 2012   | 2019   |
| ----- | ----- | ----- | ----- | ----- | ----- | ----- | ------ | ------ | ------ | ------ | ------ | ------ | ------ | ------ | ------ | ------ | ------ |
| 2.296 | 2.506 | 2.746 | 3.074 | 3.182 | 3.574 | 4.054 | 11.224 | 14.514 | 15.627 | 18.194 | 21.341 | 22.374 | 23.519 | 23.980 | 24.298 | 24.506 | 24.760 |

## Persönlichkeiten
- Mercedes Peris (* 1985), Schwimmerin